# 바다나물

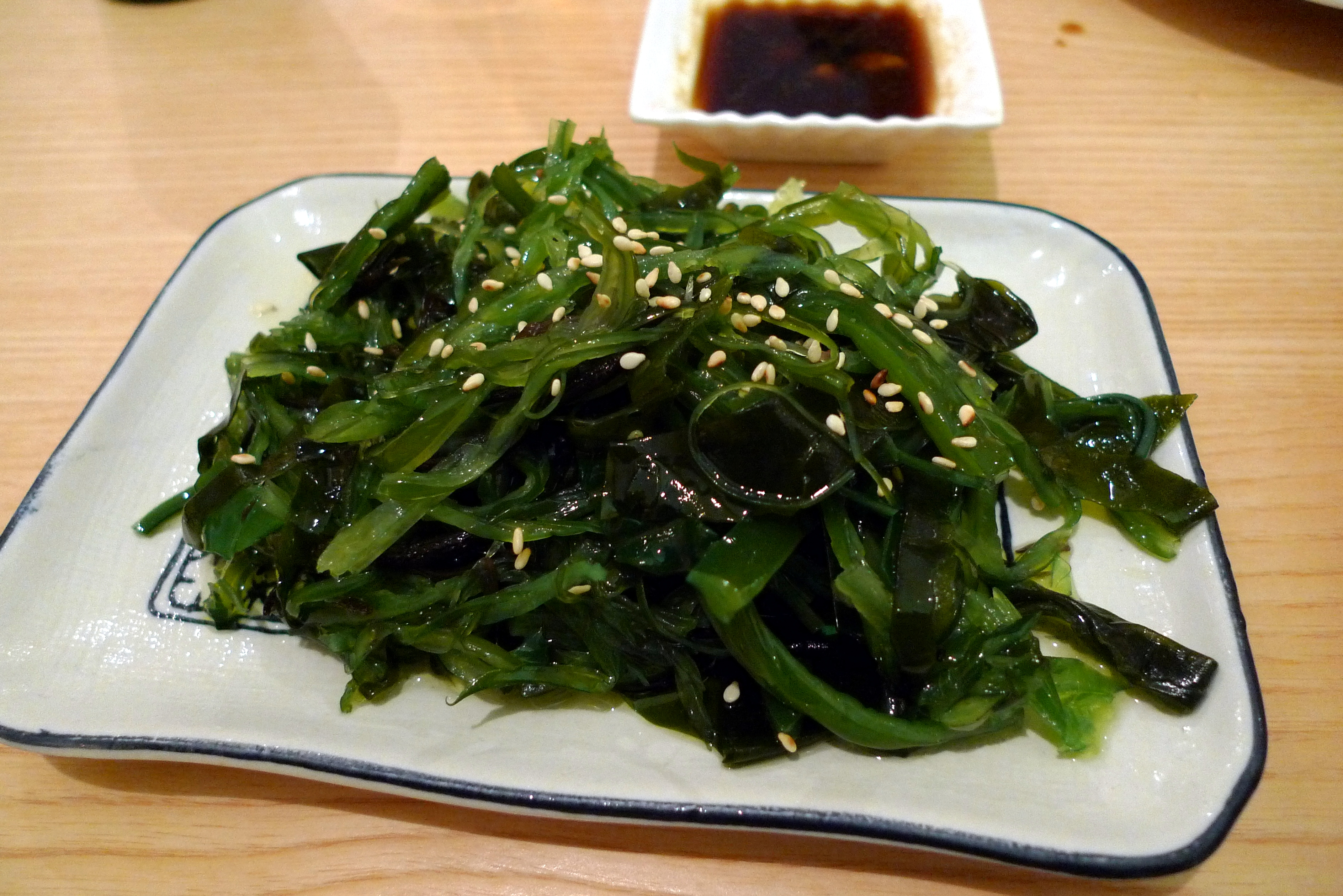
바다나물

바다나물은 바닷물 속에 사는 식물 가운데 사람이 먹을 수 있는 것이다.
- 가시파래(감태)
- 갈래곰보
- 곰피
- 꼬시래기
- 김
- 다시마
- 대황
- 매생이
- 모자반(몸)
- 미역
- 불등가사리(뜸부기)
- 서실
- 세모가사리
- 우뭇가사리
- 진두발
- 청각
- 청태
- 톳
- 파래

## 같이 보기
- 바닷말
- 어물
- 해산물